# Studio Gera
Koordinaten: 50° 52′ 49″ N, 12° 4′ 48″ O
Das Studio Gera war von 1952 bis 1990 ein Regionalstudio des DDR-Rundfunks für den Bezirk Gera.

## Rundfunk der Region von 1952 bis 1964
Mit der Auflösung der Länder und der Errichtung von Bezirken als Verwaltungseinheiten im Sommer 1952 ging einher eine Umstrukturierung des Rundfunks in der DDR mit der Gründung des Staatliche Rundfunkkomitees (SRK).

### Bezirksstudios
Als Folge der Umstrukturierung des DDR-Rundfunks waren die Funkhäuser und Studios in den bisherigen Ländern ab Sommer 1952 Bezirksstudios mit einer Zuliefererfunktion für die in Berlin oder zum Teil in Leipzig produzierten zentralen Programme.
In Bezirksstädten, in denen es noch keine Radiostudios gab, baute das Rundfunkkomitee solche auf, wie zum Beispiel in Frankfurt (Oder), Neubrandenburg, Suhl und Gera.

### Studio Gera

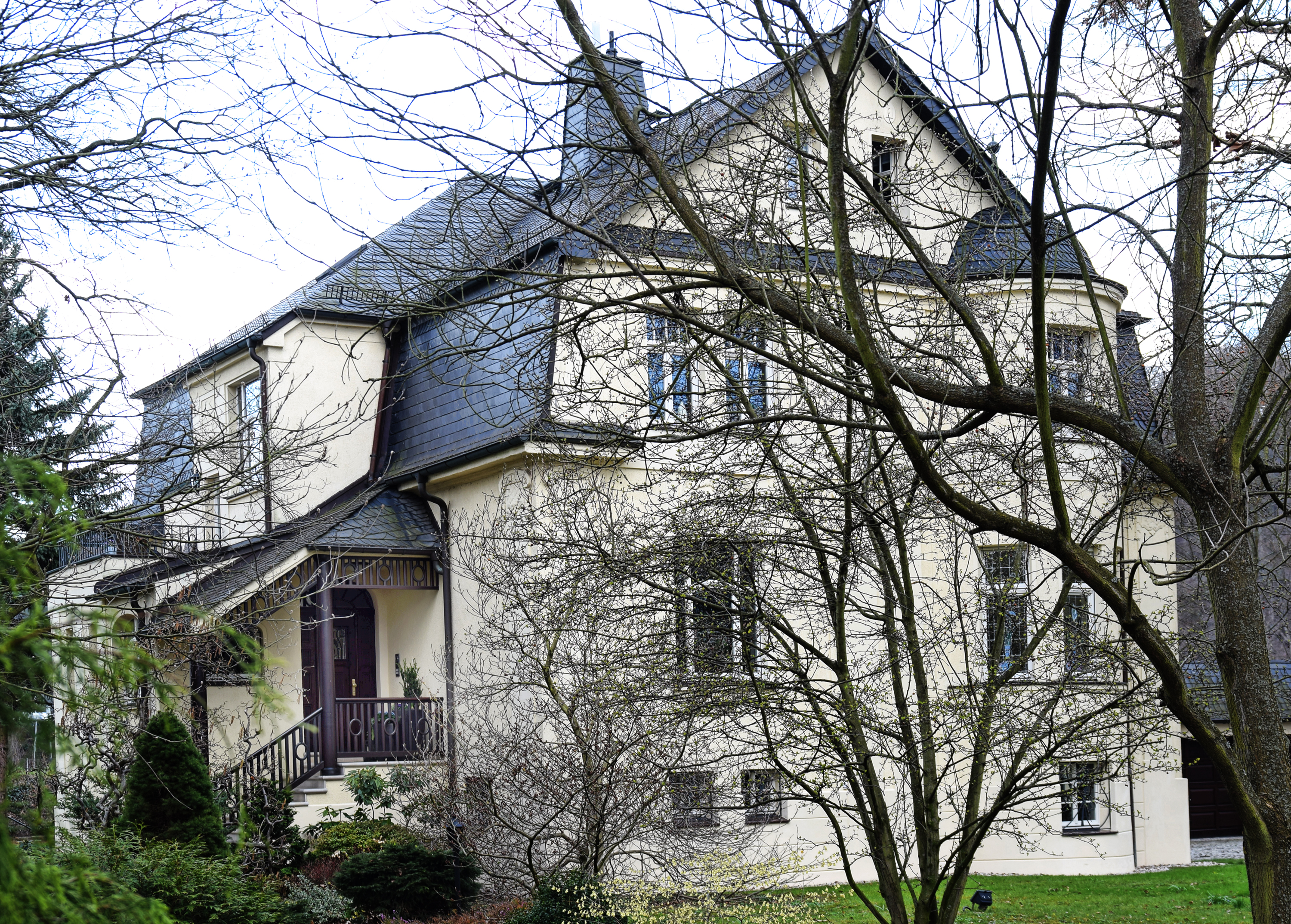
Villa Bloch in der Küchengartenallee (ehem. Dimitroffallee); ab 1952 erstes Studiogebäude in Gera

Der Aufbau des Rundfunkstudios in Gera begann am 1. September 1952. Die Redaktion hatte zunächst ihren Sitz im ehemaligen Funkhaus Weimar, das zu dieser Zeit als Rundfunkschule genutzt wurde. Somit war das Studio Gera zunächst nur eine Redaktion in Weimar ohne Studiogebäude in Gera. Nach langen Verhandlungen mit dem Rat des Bezirkes Gera, dem Rat der Stadt und der SED-Bezirksleitung nutzte das Staatliche Rundfunkkomitee ein heute denkmalgeschütztes Wohngebäude aus Privatbesitz ("Villa Bloch") in der Dimitroff-Allee 21 im Stadtteil Untermhaus als Sitz des Geraer Studios. Die Einrichtung kam aus Beständen des ehemaligen Landessenders Weimar. Allerdings eigneten sich die Räumlichkeiten nur bedingt für die Arbeit eines Studios.
Am 2. Dezember 1952 zog die Redaktion von Weimar nach Gera. Zur Ausstattung des Studios gehörten eine provisorische Schallaufnahme, ein Cutterraum, eine Werkstatt, ein Gerätelager, ein Batterieraum sowie Arbeitsräume für Redaktion und Technik.
Als Ü-Wagen diente zunächst ein umgebauter Mercedes-PKW (Baujahr 1932), der mit einem Verstärker V39 und einem "Dora"-Magnetbandlaufwerk ausgestattet worden war. Ab dem 4. Dezember 1953 arbeitete das Studio mit einem Ü-Wagen der Serie Ü21 (Phäno).
Das Produktionsvolumen umfasste im Frühjahr 1953 monatlich etwa 40 Überspielungen von rund 260 Sendeminuten nach Berlin oder Leipzig.

### Eigensendungen
Im Sommer 1953 kam es zur ersten Korrekturen der Programmstruktur. Dies führte dazu, dass die Bezirksstudios regionale Fenster erstellten. Dabei teilten sich drei Studios eine Frequenz einer der drei zentralen Programme und sendeten im Wechsel auf dieser Frequenz täglich eine halbe Stunde. Ein Studio fungierte hierbei als Leitstudio. Die angeschlossenen Studios überspielten ihre Sendungen zum Leitstudio, welches die Sendungen abstrahlte. Das Studio Erfurt fungierte als Leitstudio für die Studios Suhl und Gera.
Berlin I
- Erfurt = Gera – Suhl

Berlin II
- Dresden = Karl-Marx-Stadt (Chemnitz) – Görlitz (sorbisch)

Berlin III
- Schwerin = Rostock – Neubrandenburg
- Potsdam = Cottbus – Frankfurt
- Leipzig = Halle – Magdeburg.[2][3]

### Das Studio Gera in den 1950er Jahren
Die folgenden Jahre waren eine Zeit des Experimentierens, sowohl für die zentralen und noch mehr für die regionalen Programme – in Bezug auf die Frequenzen, die Sendezeiten und den jeweiligen Sendeverbund der Regionalprogramme.
Die Ausstrahlung der Sendungen aus Gera erfolgte zunächst über den Mittelwellensender Erfurt, der jedoch in Gera kaum zu empfangen war. Der Mittelwellensender Dresden erwies sich für das Sendegebiet des Studios Gera als günstiger. Deshalb nutzte ab 1955 das Studio Gera für seine Sendereihe "Der Geraer Bezirksreporter" eine Dresdner Frequenz der Studios Dresden und Karl-Marx-Stadt mit Dresden als Leitstudio, womit das Studio Dresden nun auch als Leitstudio für Gera fungierte.
Wie alle anderen Studios produzierte das Studio Gera neben den regionalen Angeboten auch Sendungen im zentralen Programm.
1955 kehrte der DDR-Rundfunk zum System der nebeneinander existierenden Radiosender mit eigenem Namen und Intendanten zurück (Berliner Rundfunk, Radio DDR und Deutschlandsender). Die größeren Bezirksstudios waren wieder Funkhäuser, denen wiederum kleinere Studios angegliedert waren. Das Funkhaus Dresden sowie die Studios Karl-Marx-Stadt und Gera bildeten einen Sendeverbund.
Funkhäuser und Studios unterstanden ab Anfang 1956 Radio DDR und waren in dessen Programmstruktur integriert. Potsdam und Frankfurt waren von 1958 bis 1970 dem Berliner Rundfunk zugeordnet.
So gehörte das Studio Gera ab Februar 1956 zum Sendeverbund Weimar – Erfurt – Gera – Suhl.
Das Funkhaus Weimar war von 1952 bis 1955 als Rundfunkschule genutzt worden und hatte 1955 reaktiviert werden können. Der Sendebetrieb war vom Studio Erfurt zurück nach Weimar verlegt worden.
Das Studio Gera produzierte somit Zulieferungen für das Weimarer Programm, aber auch für die zentralen Programme in Berlin oder Leipzig.
Im Gegensatz zum Studio Suhl erstellte das Studio Gera aber keine eigenen Regionalfenster innerhalb des Weimarer Regionalprogramms, weil es dafür an einer geeigneten Frequenz fehlte.
Im Mai 1956 erfolgte eine Umsetzung des Geraer Ü-Wagens nach Weimar. In Gera verblieb neben den redaktionellen Mitarbeitern nur ein Techniker. Der Produktionsumfang musste deshalb etwas zurückgefahren werde. Dennoch produzierte und überspielte das Studio in dieser Zeit monatlich durchschnittlich 23 bis 25 Aufnahmen mit 180 bis 200 Sendeminuten. Am 30. Dezember 1957 erfolgte eine Verlegung des Ü-Wagens vom Studio Suhl nach Gera.

#### Hochwasserschäden im Studio Gera
Am 12. Juli 1954 führten massive Regenfälle in der Region Greiz-Plauen zu Hochwasser der unmittelbar nahe dem Studio Gera fließenden Weißen Elster. Am 13. Juli 1954 trat der Fluss gegen 7 Uhr über die Ufer. Die Kellerräume mussten evakuiert werden, gegen Mittag war das Studio von einer Wasserfläche umgeben. Um 14 Uhr brach die Telefonanbindung zusammen, gegen Abend fielen Gas- und Wasserversorgung aus. Die oberirdisch zugeführte Netzspannungseinspeisung hielt hingegen bis etwa 22 Uhr stand. Der höchste Wasserstand dieser Tage wurde später in reichlich 2 Meter Höhe an der 400-jährigen Eiche im Garten des Anwesens markiert. Am 16. Juli besuchten der Stellvertreter des Ministeriums für Post und Fernmeldewesen Gerhard Probst und Wolfgang Kleinert – später langjährige Intendant von Radio DDR – das Studio Gera, um sich ein Bild von der Lage zu machen.
Der Ü-Wagen war rechtzeitig aus dem Überschwemmungsgebiet gebracht worden, so dass die Studio-Mitarbeiter während des Hochwassers 15 Berichte sowie eine Eigensendung im Ü-Wagen erstellen und vom Posthof Gera nach Berlin oder Leipzig überspielen konnte.
Bereits am Nachmittag des 17. Juli 1954 war das schadhaft gewordene Studiokabel durch die Deutsche Post repariert, und das Studio Gera nahm seinen Produktions- und Sendebetrieb wieder auf.

### Das Studio Gera von 1960 bis 1964

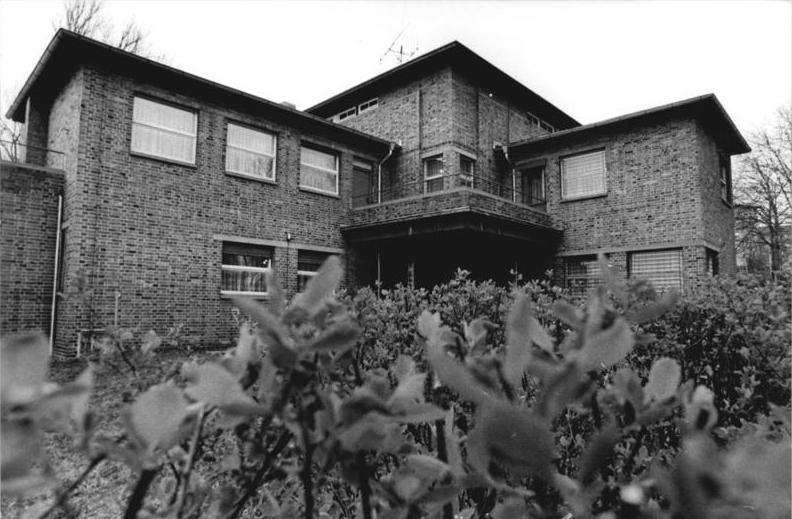
Villa Meyer in der Julius-Sturm-Straße, ab 1960 Sitz des Rundfunks der DDR in Gera (Aufnahme von 1990)

Am 12. Februar 1960 zog das Studio Gera von seinem Domizil in der Dimitroffallee in die Villa Meyer in der Julius-Sturm-Straße 6 ⊙  und nahm dort am 15. Februar 1960 seine Arbeit auf.
Im alten Studiogebäude waren Umbau- und Erweiterungsarbeiten nicht möglich gewesen, weshalb sich der DDR-Rundfunk ab Herbst 1958 um die Nutzung dieser 1923 von Thilo Schoder erbauten Bauhausvilla bemüht hatte. Nach zähen Verhandlungen mit dem Rat der Stadt Gera und mit Unterstützung der SED-Bezirksleitung erhielt das Studio zum 1. April 1959 das Nutzungsrecht.
Nach Beendigung der Sanierungsarbeiten standen dem Studio für seine Arbeit zur Verfügung: eine Schallaufnahme (für drei R28 und eine R29), ein Cutterraum, ein Sprecherraum, ein Messraum, eine Werkstatt, ein Batterieraum für stationäre Batterien, ein Laderaum für transportable Batterien sowie ein Gerätelager. Schallaufnahme und Sprecherraum blieben allerdings noch fünf Jahre lang ein Provisorium. Zwischen beiden Räumen bestand keine Sichtverbindung, was den Produktionsbetrieb erheblich erschwerte.
Im Jahre 1960 fand sich auch eine Lösung für das Frequenzproblem, und das Studio Gera nutzte eine UKW-Frequenz des Studios Karl-Marx-Stadt am Standort Katzenstein. Auf dieser Frequenz sendete das Studio ab dem 14. Juni 1960 dienstags und freitags jeweils 25 Minuten außerhalb des Weimarer Regionalprogramms das Bezirksmagazin "Rund um das Hermsdorfer Kreuz". Das Studio Karl-Marx-Stadt sendete dreimal wöchentlich auf dieser Frequenz. Trotzdem gehörte Gera weiterhin zum Sendeverbund Weimar – Erfurt – Gera – Suhl und produzierte Zulieferungen für das Funkhaus Weimar – und selbstverständlich auch für die zentralen Programme. Im September 1962 waren das beispielsweise 42 Überspielungen von insgesamt 376 Minuten Länge für Weimar, Berlin und Leipzig. Darüber hinaus übernahm die Studiotechnik des Studios die technische Realisierung bei Produktionen der zentralen Programme – so ab Mai 1962 auch für den Berliner Rundfunk.
Wie alle anderen Radio DDR unterstehenden Funkhäuser und Studios sendeten ab Januar 1963 Weimar, Gera und Suhl ein tägliches gemeinsames Regionalprogramm einheitlich auf einer Radio-DDR-II-Frequenz: montags bis sonnabends von 18.00 bis 18.55 Uhr und sonntags von 7:10 bis 11:00 Uhr. Die Federführung dieses Regionalprogramms hatte das Funkhaus Weimar. Die Regionalsendungen über die Karl-Marx-Städter UKW-Frequenz stellte das Studio Gera ein.

## Rundfunk der Region von 1964 bis 1990
Die 1960er und 1970er Jahre waren Jahre, in denen der DDR-Rundfunk eine Kontinuität im regionalen Sendebetrieb erreichte, die einherging mit einer sukzessiven Erhöhung der Regionalangebote, die in den 1980er Jahren nochmals eine erheblich Ausweitung erfuhren.

### Einheitliche Regionalangebote ab 1964
Nach zwölf Jahren des Experimentierens kam es im Juni 1964 wiederum zu einer Neustrukturierung der Regionalprogramme, die im Hinblick auf Frequenzen, Sendezeiten und Sendeverbunde letztendlich zu einer Kontinuität führen sollte. Die Hörerforschung hatte ergeben, dass die Einschaltquoten in den Früh- und Morgenstunden am höchsten waren. Durchschnittlich hörten die meisten DDR-Bewohner morgens etwa 40 Minuten Radio. Das veranlasste die DDR-Rundfunkverantwortlichen, sechs Regionalprogramme in der Zeit von 6:05 Uhr bis 10.00 Uhr auf Frequenzen von Radio DDR II auszustrahlen – bis auf Rostock und Cottbus alle in einem Sendeverbund, bei dem ein oder zwei Studios einem Funkhaus zugeordnet waren, wobei Neubrandenburg zunächst das erste Studio war, das innerhalb des Sendeverbunds Schwerin/Neubrandenburg ein Regionalfenster in der Zeit von 6:05 – 7:57 Uhr sendete.
Radio DDR strahlte über sein zweites Programm folgende Regionalangebote aus:
- Rostock
- Schwerin

Neubrandenburg
- Cottbus (mit Studio Bautzen)
- Dresden – Karl-Marx-Stadt
- Weimar (mit Büro Erfurt) – Gera – Suhl
- Leipzig – Halle – Magdeburg

Der Sender Potsdam und das Studio Frankfurt (Oder) gehörten bis 1970 weiterhin zum Berliner Rundfunk und sendeten auf dessen Frequenzen – Potsdam wochentags von 6:05 Uhr bis 8:30 Uhr oder 9:00 Uhr und von 12:00 Uhr bis 12:30 Uhr, Frankfurt von 12:30 Uhr bis 13:00 Uhr – später zu anderen Zeiten, allerdings als einzige Bezirksstation nicht in den Früh- und Morgenstunden.

### Das Regionalprogramm Weimar/Gera/Suhl
Das Regionalprogramm Weimar/Gera/Suhl war ein Gemeinschaftsprogramm des Funkhauses Weimar mit den Studios Gera, Suhl und Erfurt. Das Studio Erfurt hatte die Funktion eines Korrespondentenbüros für die Berichterstattung aus der Bezirksstadt. Weimar war das einzige Bezirksfunkhaus, das nicht seinen Sitz in einer Bezirksstadt hatte.
Das Weimarer Programm bestand über all die Jahre aus einem Frühmagazin, in der Regel gefolgt von einer Musiksendung und einem unterhaltsamen Regionalmagazin oder Vor-Ort-Reportagen sowie der Gruß- und Wunschsendung.
Die Studios Gera, Suhl und Erfurt waren an diesem Regionalprogramm mit Zulieferungen beteiligt.
Im Oktober 1968 begannen die werktäglichen Frühsendungen aus Weimar bereits eine Stunde früher um 5:05 Uhr, ab 1984 war der wochentägliche Sendebeginn schon um 4:05 Uhr. Ab Mai 1986 sendete Weimar über neu zugeteilte Frequenzen zusätzlich in der Zeit von 10:00 bis 13:00 Uhr.
Ab 1977 sendete das Funkhaus Weimar komplett in Stereo.
Aufgrund fehlender UKW-Frequenzen war das Regionalprogramm Weimar/Gera/Suhl der einzige Sendeverbund, bei dem die zugeordneten Studios keine bezirklichen Regionalfenster in Form eines Morgenmagazins sendeten.
Dies blieb so, obwohl in den 1980er Jahren die anderen Studios ihre Sendezeiten zum Teil erheblich erweitert hatten und das Thüringer Regionalprogramm in der zweiten Hälfte der 1980er Jahre über fünf UKW-Frequenzen ausgestrahlt wurde, die bezirkliche Auseinanderschaltungen gestattet hätten. Möglicherweise hatte der DDR-Rundfunk diesbezüglich sogar Pläne, zu deren Realisierung es aufgrund der Wendeereignisse 1989/90 nicht mehr kam.
Die anderen Studios – sie firmierten ab Dezember 1987 als Sender ... – produzierten innerhalb eines Sendeverbunds regionale Fenster, deren Sendezeiten sich bis 1978 auf drei Stunden und bis 1987 nochmals auf fünf bis sechs Stunden erhöhten.

### Zulieferungen des Studios Gera für die zentralen Programme
Neben den Zulieferungen für das Weimarer Programm produzierten die Studios Gera, Suhl und Erfurt auch für die zentralen Programme. Dazu gehörten für das Studio Gera neben Überspielungen von Beiträgen, Liveschaltungen in Magazinsendungen und Bedarfsproduktionen die Gestaltung der zweistündigen Sendung Heute vom Studio Gera – bis 1986 etwa einmal jährlich in der Nacht von Freitag auf Sonnabend von 0:05 bis 2:00 Uhr – und für und mit Radio DDR in Vorbereitung zu besonderen Großereignissen wie Parteitagen oder runden Nationalfeiertagen bezirkliche Sondersendungen im zentralen Programm von Radio DDR.

### Resonanz der Sendungen des Studio Gera
Häufiges Wechseln der Frequenzen, des Sendeverbundes und der Sendezeiten und andere Umstände wirkte sich in den 1950er und Anfang der 1960er Jahre sehr negativ auf die Rezeption der Regionalangebote aus, was auch für die Produktionen des Studios Gera zutraf.
Ab Juni 1964 erwies sich zusätzlich als ungünstig für die Akzeptanz der Regionalprogramme, dass sich auf den zugeteilten Frequenzen zwei Radioprogramme eine Frequenz teilen mussten, die im Hinblick auf den Programmauftrag und dessen Gestaltung nichts miteinander gemein hatten. Die Regionalprogramme – so auch das Weimarer Programm, an dem das Studio Gera sich beteiligte – waren familiär, heimatverbunden und unterhaltsam, Radio DDR II dagegen ein Kultur- und Bildungskanal mit viel klassischer und ernster Musik sowie einem hohen Anteil an Wortbeiträgen, so dass es nach dem Zuschalten zum Zentralprogramm um 10:00 Uhr immer zu einem Stilbruch kam, oder der Zuhörer wechselte auf eine andere Welle und am nächsten Tag wieder zurück. Das ausschließliche Senden auf UKW und der geringe Ausstattungsgrad der DDR-Haushalte mit UKW-Radioempfangsgeräten in den 1950er und 1960er und zum Teil noch in den 1970er Jahren wirkten sich ebenfalls negativ auf die Rezeption der Regionalprogramme aus.
Erst die Erweiterung des Regionalangebots aus Weimar ab 1984 zeigte eine positive Wirkung auf das Hörerverhalten. So vermied das Senden auf Frequenzen von DT 64 einen zu starken Stilbruch beim Zuschalten nach Sendeschluss auf dieses Programm. Der inzwischen gestiegenen Ausstattungsgrad an UKW-Radioempfängern wirkte sicherlich ebenfalls positiv auf das Hörerverhalten. Die zentralen Programme hatten in Bezug auf die Einschaltquoten das Nachsehen.
Da das Studio Gera in der Regel Zulieferungen produzierte – und die zum Teil anonym – nahm der Radiohörer des Weimarer Regionalprogramm, aber auch der Hörer der zentralen Programme das Studio Gera kaum wahr.

## Zeit des politischen Umbruchs und nach der Wiedervereinigung

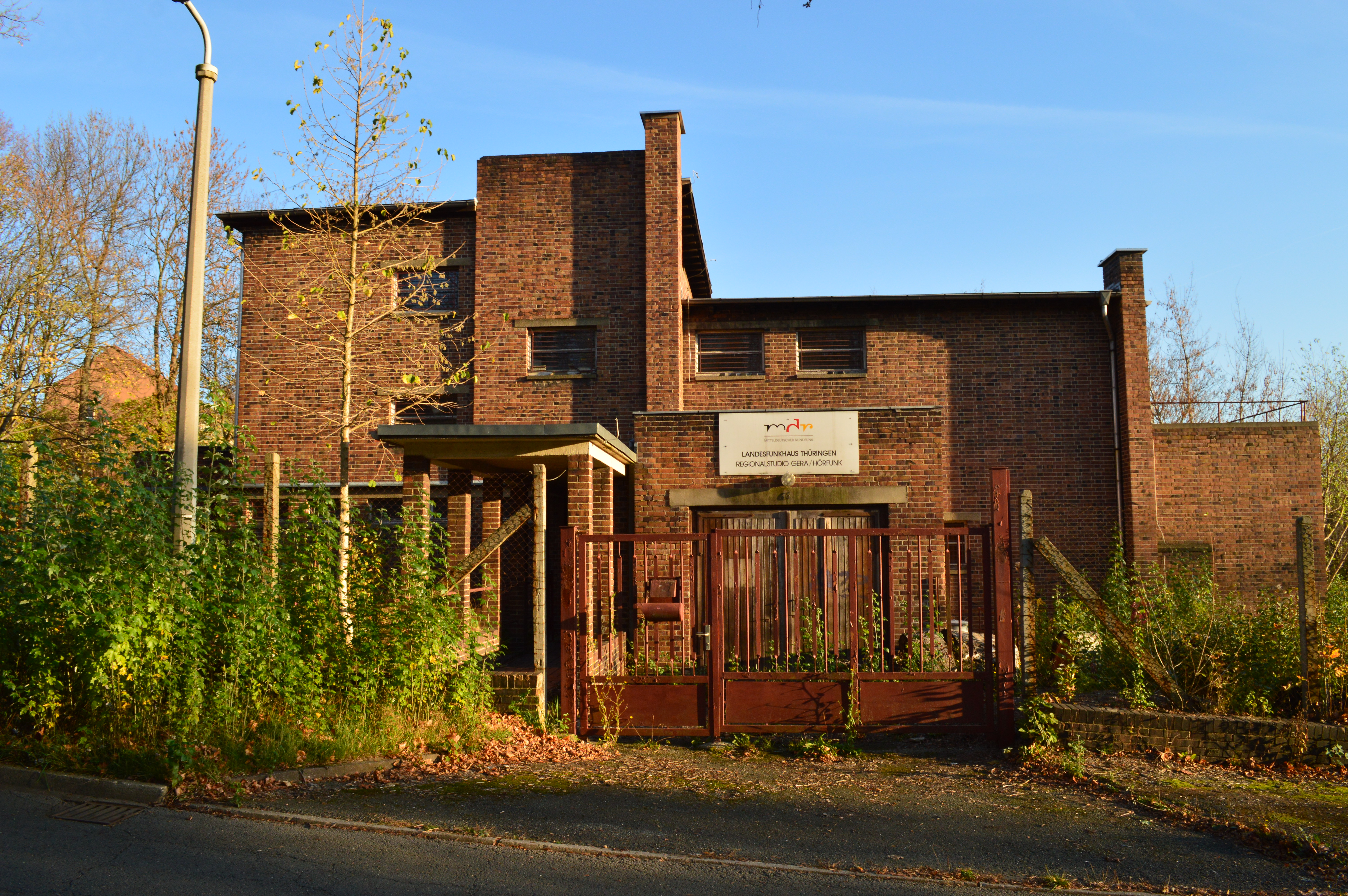
Villa Meyer in der Julius-Sturm-Straße im Jahr 2013: Das alte MDR-Schild ist noch erkennbar

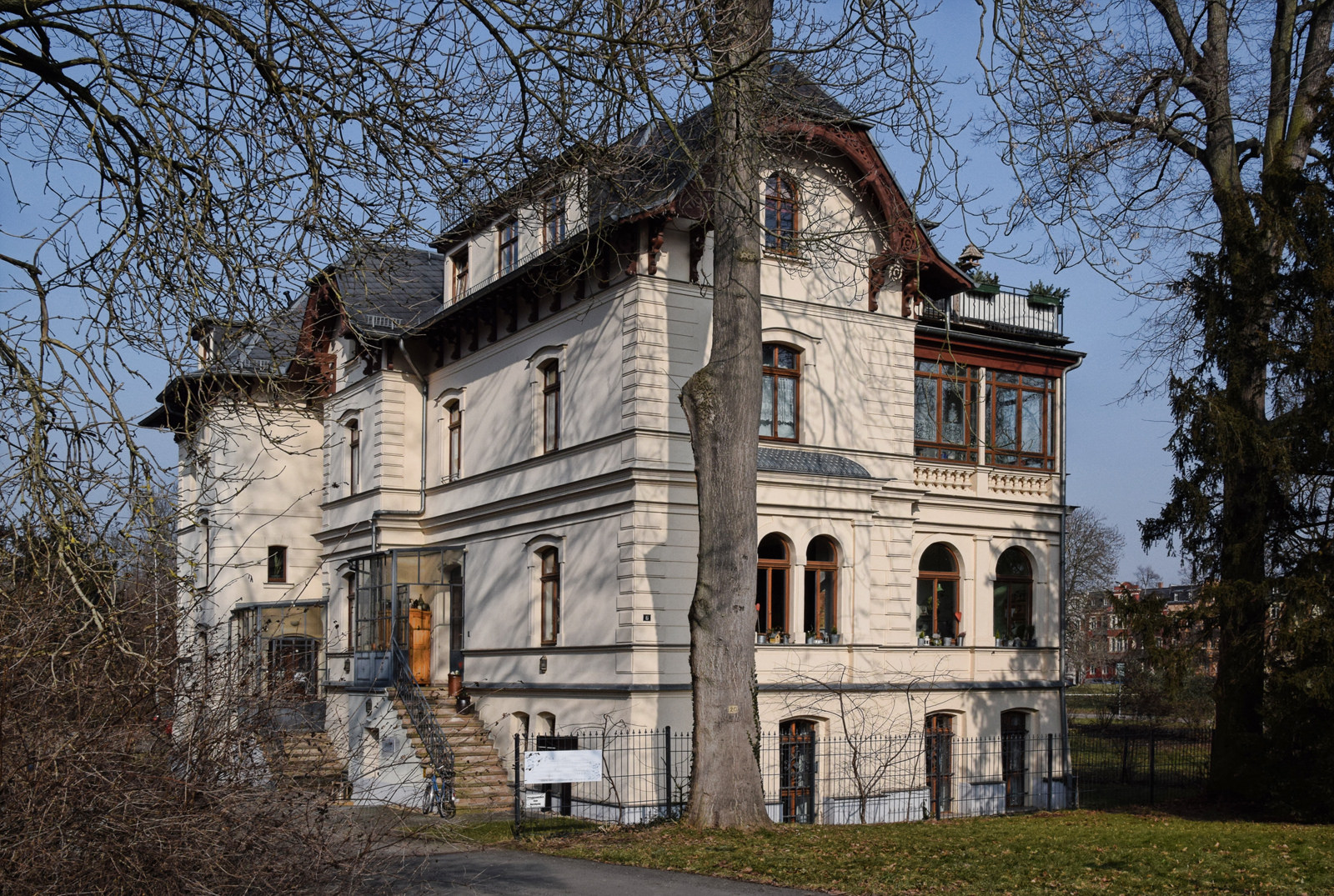
Villa Nolle in der Küchengartenallee

Die Zeit des politischen Umbruchs war in allen DDR-Bezirken – den zukünftigen Ländern – von dem Bestreben gekennzeichnet, das gesamte redaktionelle und technische Produktionspotential von Radio und Fernsehen der Region neu zu organisieren, um ein eigenständiges Rundfunksystem auf Landesebene aufzubauen, unabhängig von der Zentrale in Berlin.

### Thüringer Rundfunk ab 1990
Ab Sommer 1990 nannten sich die vier Radiostandorte Weimar, Gera, Suhl und Erfurt Thüringer Rundfunk und sendeten das Programm Thüringen 1 von 5:05 Uhr bis 24:00 Uhr – vornehmlich aus dem Funkhaus Weimar. Damit erhöhte sich die Sendezeit von 9 auf 19 Stunden. Lediglich die Nachtschienen des neuen Programms produzierte und sendete das Funkhaus in Berlin.

### MDR-Landesfunkhaus Thüringen ab 1992
Das Land Thüringen, das im Großen und Ganzen aus den drei Bezirken Erfurt, Gera und Suhl hervorgegangen war, einigte sich im Jahre 1991 relativ schnell mit den Ländern Sachsen und Sachsen-Anhalt auf die Gründung der Drei-Länder-Anstalt Mitteldeutscher Rundfunk – MDR. Der MDR unterhält seitdem in Thüringen ein Landesfunkhaus – seit 2000 Sitz in Erfurt – für das das Studio Gera immer noch Zulieferungen produziert.
Allerdings zog das Studio Gera nach der Wende abermals um und verließ die Villa in der Julius-Sturm-Straße. Das neue Studio befand sich nun wiederum in der einstigen Dimitroff-Allee, die inzwischen wieder Küchengartenallee hieß, schräg gegenüber vom ersten Geraer Studio im Haus Nummer 6, der "Villa Nolle". Erneut rächte sich diese Lage bei einem Hochwasser der weißen Elster im Juni 2013. Die Räume des MDR-Studio sowie einer mit eingemieteten TV-Produktion standen unter Wasser und mussten aufgegeben werden. Sowohl das MDR-Regionalstudio Gera als auch die TV-Produktion bezogen neue Räumlichkeiten in der Innenstadt.